# Éditions Voy'el
 (avril 2020).
Si vous disposez d'ouvrages ou d'articles de référence ou si vous connaissez des sites web de qualité traitant du thème abordé ici, merci de compléter l'article en donnant les références utiles à sa vérifiabilité et en les liant à la section « Notes et références ».
Éditions Voy'el est une maison d'édition française, créée par Corinne Guitteaud. Elle publie des livres à compte d'éditeur dans les littératures de l'Imaginaire (science-fiction, fantasy, fantastique et uchronie).
Depuis janvier 2013, deux nouvelles collections, E-courts et Y, sont consacrées respectivement à des nouvelles, des novellas et des séries sous forme d’épisodes publiées en numérique et des textes dans le domaine de l’imaginaire mettant en scène des relations amoureuses entre hommes ou entre femmes, la lettre « Y » correspondant à deux autres appellations connues : Yaoi et Yuri.

## Parutions

### Science-fiction
- Le neuvième cercle, Jean-Christophe Chaumette
  - Le peuple oublié
  - L'impossible quête
  - La porte des ténèbres
  - Le réveil des golems
  - Les larmes de pierre
  - Les guerriers de l'enfer
- La trilogie Atalante, Corinne Guitteaud
  - Aquatica
  - Le fils du soleil
  - Les dérivants
- Les chevaliers trinitaires, Corinne Guitteaud
- La saga d'Orion, Isabelle Wenta
  - Le destin des Eaglestone
  - Le temps des illusions
- Le Facteur 119, Lydie Blaizot
- N.I.X, Lydie Blaizot
- L'arbre-miroir, Christian Léourier
- Iceltane, Célia Flaux
- La Tour, Cécile Duquenne
- Les Enfants du Passé, Luce Basseterre
- 1993, Échappée Rouge, Marianne Stern
- 1999, Derrière les Lignes Ennemies, Marianne Stern

### Fantasy
- Le Prince des brumes, Cyriane Delanghe
- Entrechats, Cécile Duquenne
- Les Portes du temps, Corinne Guitteaud
  - La Fille de Dreïa

### Fantastique
- Le Crépuscule des anges, Corinne Guitteaud

### Anthologies
- Arcanes (science-fiction), dirigée par Fabien Lyraud
- Le monde selon Ève (Uchronie)
- Les robots sont-ils vraiment nos amis ? (science-fiction)
- Arts et fantastique (Fantasy)  (ISBN 9782364754485)

### Recueils
- La Vague (science-fiction, fantasy et uchronie), Corinne Guitteaud
- Écosystématique de fin de monde (science-fiction), Anthony Boulanger